# Помпу
Помпу (итал. Pompu) је насеље у Италији у округу Ористано, региону Сардинија.
Према процени из 2011. у насељу је живело 278 становника. Насеље се налази на надморској висини од 142 м.

## Становништво
Према резултатима пописа становништва 2011. у општини је живело 278 становника.
| 1931. | 1936. | 1951. | 1961. | 1971. | 1981. | 1991. | 2001. | 2011. |
| ----- | ----- | ----- | ----- | ----- | ----- | ----- | ----- | ----- |
| 203   | 203   | 276   | 327   | 315   | 343   | 324   | 303   | 278   |